# Kinas MotoGP 2005
Kinas MotoGP 2005 var den tredje av sjutton deltävlingar i Roadracing-VM 2005 och kördes på Shanghai International Circuit 29 april till 1 maj 2005.

## MotoGP
Valentino Rossi var innan racet inte känd som någon toppförare i regniga förhållanden, men det ändrade han på den dagen. Han vann racet ganska klart, men den mest bejublade insatsen stod Olivier Jacque för. Han hoppade in istället för Alex Hofmann, och blev tvåa på en Kawasaki långt ifrån farten som de bästa motorcyklarna hade.

### Resultat
| Plats | Förare              | Märke    | Grid | Kvaltid  |
| ----- | ------------------- | -------- | ---- | -------- |
| 1     | Valentino Rossi     | Yamaha   | 6    | 2.00,821 |
| 2     | Olivier Jacque      | Kawasaki | 15   | 2.02,072 |
| 3     | Marco Melandri      | Honda    | 2    | 1.59,873 |
| 4     | Sete Gibernau       | Honda    | 1    | 1.59,710 |
| 5     | Max Biaggi          | Honda    | 14   | 2.01,502 |
| 6     | Jurgen vd Goorbergh | Honda    | 19   | 2.04,594 |
| 7     | John Hopkins        | Suzuki   | 4    | 2.00,666 |
| 8     | Colin Edwards       | Yamaha   | 13   | 2.01,401 |
| 9     | Nicky Hayden        | Honda    | 5    | 2.00,747 |
| 10    | Rubén Xaus          | Yamaha   | 16   | 2.02,869 |
| 11    | Alex Barros         | Honda    | 11   | 2.01,117 |
| 12    | Loris Capirossi     | Ducati   | 3    | 2.00,480 |
| 13    | James Ellison       | Blata    | 21   | 2.06,496 |
| 14    | Toni Elías          | Yamaha   | 8    | 2.01,081 |
| 15    | Tohru Ukawa         | Moriwaki | 18   | 2.04,223 |
| 16    | Roberto Rolfo       | Ducati   | 17   | 2.03,886 |
| 17    | Franco Battaini     | Blata    | 20   | 2.05,468 |
| 18    | Kenny Roberts Jr.   | Suzuki   | 9    | 2.01,085 |
| 19    | Troy Bayliss        | Honda    | 12   | 2.01,328 |
| 20    | Carlos Checa        | Ducati   | 7    | 2.00,902 |
| 21    | Shinya Nakano       | Kawasaki | 10   | 2.01,098 |